# Марли, Стефен
Стефен Ма́рли (англ. Stephen Marley, полное имя Стефен Ро́берт Не́ста Ма́рли, англ. Stephen Robert Nesta Marley; 20 апреля 1972, Уилмингтон, США) — ямайский музыкант, сын легенды регги-музыки Боба Марли. Имеет псевдоним «Raggamuffin».
Продолжатель рода Марли, основавший в 7-летнем возрасте группу The Melody Makers. Лауреат премии Американской ассоциации звукозаписи — «Грэмми». Стефен Марли за всю свою карьеру получил 5 золотых статуэток «Грэмми».